# Volksabstimmungen in der Schweiz 2022
Dieser Artikel bietet eine Übersicht der Volksabstimmungen in der Schweiz im Jahr 2022.
In der Schweiz fanden 2022 auf Bundesebene elf Volksabstimmungen statt, im Rahmen dreier Urnengänge am 13. Februar, 15. Mai und 25. September. Dabei handelte es sich um drei Volksinitiativen, ein obligatorisches Referendum und sieben fakultative Referenden.

## Abstimmungen am 13. Februar 2022

### Ergebnisse
| Nr. | Vorlage | Art | Stimm- berechtigte | Abgegebene Stimmen | Beteiligung | Gültige Stimmen | Ja        | Nein      | Ja-Anteil | Nein-Anteil | Stände | Ergebnis |
| --- | --- | --- | ------------------ | ------------------ | ----------- | --------------- | --------- | --------- | --------- | ----------- | ------ | -------- |
| 651 | Eidgenössische Volksinitiative «Ja zum Tier- und Menschenversuchsverbot – Ja zu Forschungswegen mit Impulsen für Sicherheit und Fortschritt» | VI  | 5'532'340          | 2'445'370          | 44,20 %     | 2'394'546       | 0'499'485 | 1'895'061 | 20,86 %   | 79,14 %     | 0:23   | nein     |
| 652 | Eidgenössische Volksinitiative «Ja zum Schutz der Kinder und Jugendlichen vor Tabakwerbung (Kinder und Jugendliche ohne Tabakwerbung)»       | VI  | 5'532'340          | 2'447'652          | 44,24 %     | 2'420'284       | 1'371'177 | 1'049'107 | 56,65 %   | 43,35 %     | 15:8   | ja       |
| 653 | Änderung des Bundesgesetzes über die Stempelabgaben                                                                                          | FR  | 5'532'340          | 2'435'868          | 44,03 %     | 2'363'416       | 0'883'251 | 1'480'165 | 37,37 %   | 62,63 %     | –      | nein     |
| 654 | Bundesgesetz über ein Massnahmenpaket zugunsten der Medien                                                                                   | FR  | 5'532'340          | 2'442'217          | 44,14 %     | 2'388'604       | 1'084'802 | 1'303'802 | 45,42 %   | 54,58 %     | –      | nein     |

### Verbot von Tier- und Menschenversuchen
Ein Bürgerkomitee mit Mitgliedern von Tierschutzorganisationen sowie einzelnen Exponenten von SP und Grünen reichte im März 2019 eine Volksinitiative ein. Sie forderte ein Verbot von Tierversuchen sowie ein Importverbot von Produkten, die unter Anwendung von Tierversuchen entwickelt wurden. Zusätzlich forderte sie, dass Forschung, die ohne Tierversuche auskommt, mindestens dieselbe staatliche Unterstützung erhält wie heute diejenige mit Tierversuchen. Schliesslich verlangte sie ein Verbot von Menschenversuchen. Die Befürworter argumentierten, dass Versuche an Tieren unethisch seien, da Tiere genau wie Menschen Leid und Schmerz zu verspüren vermögen. Aus medizinisch-wissenschaftlicher Sicht seien solche Versuche unnötig, denn die Wirksamkeit an Tieren könne nicht mit jener an Menschen verglichen werden. Versuche an Menschen seien ebenfalls unnötig, da sie bestenfalls vage Durchschnittswerte liefern könnten, die aber im «Zeitalter der individuellen Medizin» obsolet seien. Der Bundesrat und (ohne Gegenstimme) das Parlament wiesen die Forderungen zurück; keine einzige der im Parlament vertretenen Parteien unterstützte die Vorlage. Gemäss den Gegnern hätte eine Annahme der Initiative schwerwiegende Konsequenzen. Sehr viele Medikamente dürften dann weder in der Schweiz hergestellt noch aus dem Ausland importiert werden. Das Land würde vom weltweiten medizinischen Fortschritt abgeschnitten, mit schwerwiegenden Folgen für die Gesundheit von Menschen und Tieren. Die Schweiz habe bereits jetzt eine der weltweit strengsten Regelungen für Tierversuche und für die Forschung am Menschen, ausserdem fördere der Bund bereits die tierversuchsfreie Forschung mit dem Ziel, die Anzahl Versuche sukzessive zu verringern. Fast vier Fünftel der Abstimmenden und alle Kantone lehnten die Initiative ab.

### Schutz vor Tabakwerbung
Ein Komitee aus Ärzten und Apothekern, der Krebsliga und der Lungenliga sowie der SAJV reichte im September 2019 eine Volksinitiative ein. Sie forderte ein Verbot von Tabakwerbung, die an Minderjährige gerichtet oder für sie zugänglich ist. Davon betroffen wäre unter anderem Werbung in Printmedien, im Internet und in den sozialen Medien, auf Plakaten, an Kiosken und in Kinos. Ebenfalls verboten wäre das Sponsoring von Musikfestivals durch Tabakproduzenten oder die Abgabe von Gratismustern. Dem Bundesrat und dem Parlament ging diese Forderung zu weit, weshalb sie ein weniger strenges Tabakproduktegesetz ausarbeiteten, das weiterhin Tabakwerbung in beschränktem Umfang zulassen würde. Die Initianten betrachteten das neue Gesetz als Alibiübung; nur mit der Initiative sei es möglich, die besonders für Werbebotschaften empfänglichen Kinder und Jugendlichen wirksam vor den schädlichen Auswirkungen des Tabakkonsums zu schützen sowie den Konsum deutlich zu senken. Unterstützung erhielt die Initiative unter anderem von der EDU, der EVP, der GLP, den Grünen und der SP sowie verschiedenen Gesundheits- und Präventionsorganisationen. Ihnen gegenüber standen FDP, Die Mitte und SVP, Wirtschaftsverbände sowie Vertreter der Werbe- und Tabakbranchen. Ihnen zufolge stellte ein umfassendes Werbeverbot einen zu starken Eingriff in die Wirtschaftsfreiheit dar, ebenso würde das Sponsoringverbot zu finanziellen Einbussen bei Kultur- und Sportveranstaltungen führen. Das Tabakproduktegesetz verstärke den Jugendschutz ebenfalls, auch könnten die Kantone noch strengere Vorschriften erlassen. Die Initiative schaffte sowohl das Volks- als auch das Ständemehr relativ deutlich.

### Emissionsabgabe bei Stempelsteuer
Eine im Dezember 2009 von der FDP-Fraktion eingereichte parlamentarische Initiative verlangte die Abschaffung der Stempelsteuer. Die Kommission für Wirtschaft und Abgaben des Nationalrates entschied sich vorerst für die Abschaffung der darin enthaltenen Emissionsabgabe. Diese wird bei der Ausgabe von Geld oder Wertpapieren durch Banken oder Unternehmen erhoben (beispielsweise bei einer Erhöhung des Aktienkapitals); die Höhe der Abgabe beträgt ein Prozent. Nachdem die Vorlage mehrmals sistiert worden war, wurde sie schliesslich im Juni 2021 von beiden Parlamentskammern angenommen. Gegen diesen Beschluss ergriffen SP, Grüne und Gewerkschaften mit Erfolg das Referendum. Nach Ansicht der Gegner würden von der Abschaffung der Emissionsabgabe lediglich internationale Grosskonzerne, Banken und Versicherungen profitieren. Ebenso entstünde ein Einnahmenausfall von rund 250 Millionen Franken jährlich, der dann von Privatpersonen über höhere Einkommens- und Mehrwertsteuern oder durch die Streichung von Leistungen ausgeglichen werden müsste. Darüber hinaus sei die geplante Abschaffung der Emissionsabgabe Teil einer «Salamitaktik», da mit weiteren geplanten Massnahmen Konzerne steuerlich noch mehr begünstigt werden sollen. Die bürgerlichen Parteien und die Wirtschaftsverbände wiesen darauf hin, dass die Schweiz eines der wenigen Länder sei, die eine Emissionsabgabe kennen. Sie sei ungerecht, denn sie benachteilige junge Unternehmen, die zumeist weniger Gewinn erwirtschaften, mit dem sie ihre Investitionen finanzieren können. Ebenso belaste sie nur das Eigenkapital und nicht das Fremdkapital, was falsche Anreize setze. Über drei Fünftel der Abstimmenden lehnten die Vorlage ab.

### Medien-Massnahmenpaket
Die Digitalisierung führte zu einem durchgreifenden Strukturwandel der Massenmedien, insbesondere zu einem starken Rückgang der Auflagenzahlen von Zeitungen und der Werbeeinnahmen, die zu einem grossen Teil zu international tätigen Internetplattformen wie Google oder Facebook abfliessen. Diese Entwicklung bewog Bundesrat und Parlament dazu, die lokalen und regionalen Medien mit verschiedenen Massnahmen zu stärken. Dazu gehörten u. a. höhere Subventionen zur Förderung der Zustellung von Zeitungen und Zeitschriften, Förderbeiträge für von Lesern mitfinanzierte Online-Medien, die finanzielle Unterstützung der Aus- und Weiterbildung von Journalisten sowie eine verstärkte Förderung von Lokalradios und Regionalfernsehstationen. Die jährlichen Mehrkosten sollten 178 Millionen Franken betragen, wobei der grösste Teil des Betrags auf sieben Jahre beschränkt gewesen wäre. Gegen das vom Parlament verabschiedete Bundesgesetz ergriff ein Komitee aus Verlegern und Exponenten von SVP, FDP und Mitte das Referendum. Sie kritisierten, dass vor allem die vier grossen Verlagshäuser der Schweiz profitieren würden, obwohl sie die zusätzlichen Subventionen gar nicht nötig hätten. Der ausdrückliche Ausschluss von Gratis-Medien sei unsozial und diskriminierend; er habe den Effekt, dass die Monopole weiter gestärkt und innovative neue Medienangebote diskriminiert würden. Durch die erhöhte finanzielle Abhängigkeit vom Staat sei auch die Rolle der Medien als «vierte Gewalt» gefährdet. Zu den Befürwortern gehörten linke Parteien, die Mitte und die GLP. Sie befürchteten, dass ohne ein Eingreifen des Staates viele Medien verschwinden würden. Der Umfang und die Qualität der Berichterstattung würden ohne Förderung weiter zurückgehen, was für den demokratischen Diskurs schädlich sei. Eine relativ deutliche Mehrheit der Abstimmenden lehnte die Vorlage ab.

## Abstimmungen am 15. Mai 2022

### Ergebnisse
| Nr. | Vorlage | Art | Stimm- berechtigte | Abgegebene Stimmen | Beteiligung | Gültige Stimmen | Ja        | Nein    | Ja-Anteil | Nein-Anteil | Stände | Ergebnis |
| --- | --- | --- | ------------------ | ------------------ | ----------- | --------------- | --------- | ------- | --------- | ----------- | ------ | -------- |
| 655 | Änderung des Bundesgesetzes über Filmproduktion und Filmkultur | FR  | 5'538'252          | 2'217'142          | 40,03 %     | 2'148'408       | 1'255'038 | 893'370 | 58,42 %   | 41,58 %     | –      | ja       |
| 656 | Änderung des Bundesgesetzes über die Transplantation von Organen, Geweben und Zellen (Transplantationsgesetz) | FR  | 5'538'252          | 2'229'714          | 40,26 %     | 2'191'395       | 1'319'276 | 872'119 | 60,20 %   | 39,80 %     | –      | ja       |
| 657 | Bundesbeschluss über die Genehmigung und die Umsetzung des Notenaustausches zwischen der Schweiz und der EU betreffend die Übernahme der Verordnung (EU) 2019/1896 über die Europäische Grenz- und Küstenwache und zur Aufhebung der Verordnungen (EU) Nr. 1052/2013 und (EU) 2016/1624 (Weiterentwicklung des Schengen-Besitzstands) | FR  | 5'538'252          | 2'214'228          | 39,98 %     | 2'130'678       | 1'523'005 | 607'673 | 71,48 %   | 28,52 %     | –      | ja       |

### Änderung des Filmgesetzes
Mit dem im Februar 2020 präsentierten Entwurf zur Änderung des Filmgesetzes plante der Bundesrat, negativen Auswirkungen der Digitalisierung des Filmmarkts entgegenzuwirken. Insbesondere sollte die Ungleichbehandlung der inländischen Fernsehsender gegenüber Streamingdiensten und ausländischen Fernsehsendern mit Schweizer Werbefenster beseitigt werden. Während erstere vier Prozent ihres Umsatzes in das Schweizer Filmschaffen investieren mussten, galt diese Bestimmung für die beiden letztgenannten nicht. Ebenso sollten Streamingdienste – ähnlich wie in mehreren Staaten der Europäischen Union – dazu verpflichtet werden, mindestens 30 Prozent europäische Produktionen anzubieten. Die parlamentarischen Beratungen zogen sich in die Länge und waren erst im Oktober 2021 abgeschlossen. Gegen das neue Filmgesetz brachten die Jungfreisinnigen, die Junge SVP und die Junge GLP ein Referendum zustande. Ihrer Ansicht nach führe die Investitionspflicht für Streamingdienste unweigerlich zu einer Verteuerung der Angebote. Das Schweizer Filmschaffen werde bereits mit über 100 Millionen Frankren jährlich subventioniert, was ausreichend sei. Ebenso betrachteten sie die Angebotsquote als bevormundend, da sie an keinerlei Qualitätsvorgaben gebunden sei und aussereuropäische Produktionen benachteilige. SVP, FDP, Wirtschafts- und Konsumentenverbände teilten diese Meinung. Zu den Befürwortern gehörten GLP, Grüne, Mitte, SP, Gewerkschaften und Kulturverbände. Sie betonten insbesondere die Gleichbehandlung aller Anbieter und eine Stärkung der Schweiz als Produktionsstandort. Ausserdem sei es unwahrscheinlich, dass die Investitionspflicht zu höheren Streamingkosten führen werde. Bei einer relativ geringen Beteiligung stimmten knapp drei Fünftel der Abstimmenden der Gesetzenänderung zu.

### Widerspruchslösung bei Organspenden
Um die Zahl der Organspenden zu erhöhen, die in der Schweiz vergleichsweise niedrig ist, lancierte der Bundesrat 2013 einen Aktionsplan. Die Massnahmen zeigten aber nur beschränkt Wirkung, weshalb die Organisation Jeune Chambre International im März 2019 die Volksinitiative «Organspende fördern – Leben retten» einreichte, die eine erweiterte Widerspruchsregelung bei der Entnahme von Organen forderte. Der Bundesrat teilte das Anliegen der Initiative, hielt aber ihre konkrete Ausgestaltung für ungeeignet und erarbeitete einen indirekten Gegenentwurf, der die Zustimmung des Parlaments fand. Neu wird grundsätzlich davon ausgegangen, dass eine Person mit der Organspende einverstanden gewesen wäre, doch müssen die Angehörigen zwingend miteinbezogen werden, falls der Wille des Verstorbenen nicht bekannt ist. Wer ausdrücklich nicht möchte, dass seine Organe entnommen werden, muss sich in einem Register eintragen lassen. Die Initianten zogen ihr Begehren zurück, während ein Komitee das Referendum gegen den Gegenentwurf zustande brachte. Unterstützt von EDU und SVP vertrat das Komitee die Meinung, die Widerspruchslösung verletze das in der Bundesverfassung garantierte Recht auf körperliche Unversehrtheit und Selbstbestimmung. Zu den Befürwortern gehörten FDP, GLP, Grüne, Mitte und SP sowie Ärzte- und Patientenorganisationen: Trotz der grossen Bereitschaft zur Organspende in der Schweizer Bevölkerung sei die Spenderrate tief. Die ethische Komponente der Widerspruchslösung sei berücksichtigt, denn die Angehörigen könnten eine Organspende ablehnen, wenn sie wissen oder vermuten, dass die betroffene Person sich dagegen entschieden hätte. Drei Fünftel der Abstimmenden nahmen die Vorlage an.

### Beteiligung an Frontex
Die Schweiz ist als Mitglied des Schengener Abkommens seit 2011 an der Europäischen Agentur für die Grenz- und Küstenwache (Frontex) beteiligt. Als Reaktion auf die Flüchtlingskrise 2015 beschloss die Europäische Union den weiteren Ausbau von Frontex. Dadurch sollten die Kontrollen an den Schengen-Aussengrenzen und die Rückführung von rechtswidrig sich im Schengenraum befindlichen Personen verbessert werden, und zwar unter Wahrung der Grundrechte. Entsprechend stellte der Bundesrat im Dezember 2019 den Antrag, den personellen und finanziellen Beitrag der Schweiz anteilsmässig zu erhöhen. Bis 2027 sollen die Ausgaben schrittweise von bisher 24 auf 61 Millionen Franken jährlich erhöht werden. Im Oktober 2021 genehmigte das Parlament die notwendigen Gesetzesänderungen, wobei die Zustimmung im Nationalrat wegen zahlreicher Enthaltungen in der SVP-Fraktion knapp ausfiel. Gegen diesen Beschluss ergriffen das Migrant Solidarity Network und weitere Flüchtlingsorganisationen das Referendum, mit Unterstützung von SP und Grünen. Sie kritisierten, Frontex sei mitverantwortlich für eine gewaltvolle Migrationspolitik an den EU-Aussengrenzen, die mit systematischen Menschenrechtsverletzungen und illegalen Pushbacks einhergehe. Zu den Befürwortern gehörten EVP, FDP, GLP und Mitte sowie – trotz ihrer ansonsten EU-skeptischen Haltung – SVP und Lega dei Ticinesi. Nur wenn die Schweiz beteiligt sei, könne sie die Entscheidungen von Frontex mitbestimmen. Auch die Einhaltung der Menschenrechte würde mit der Reform verbessert. Hingegen würde ein Abseitsstehen an der Situation nichts ändern, und es drohe sogar ein Ausschluss der Schweiz aus dem Schengen/Dublin-Verbund. Über zwei Drittel der Abstimmenden stimmten der Vorlage zu.

## Abstimmungen am 25. September 2022

### Ergebnisse
| Nr. | Vorlage                                                                                                | Art | Stimm- berechtigte | Abgegebene Stimmen | Beteiligung | Gültige Stimmen | Ja        | Nein      | Ja-Anteil | Nein-Anteil | Stände | Ergebnis |
| --- | --- | --- | ------------------ | ------------------ | ----------- | --------------- | --------- | --------- | --------- | ----------- | ------ | -------- |
| 658 | Eidgenössische Volksinitiative «Keine Massentierhaltung in der Schweiz (Massentierhaltungsinitiative)» | VI  | 5'549'085          | 2'900'889          | 52,28 %     | 2'861'791       | 1'062'703 | 1'799'088 | 37,13 %   | 62,87 %     | ½:22½  | nein     |
| 659 | Zusatzfinanzierung der AHV durch eine Erhöhung der Mehrwertsteuer                                      | OR  | 5'549'085          | 2'894'562          | 52,16 %     | 2'852'560       | 1'570'813 | 1'281'447 | 55,07 %   | 44,93 %     | 18:5   | ja       |
| 660 | Änderung des Bundesgesetzes über die Alters- und Hinterlassenenversicherung (AHV 21)                   | FR  | 5'549'085          | 2'895'809          | 52,19 %     | 2'853'987       | 1'442'591 | 1'411'396 | 50,55 %   | 49,45 %     | –      | ja       |
| 661 | Änderung des Bundesgesetzes über die Verrechnungssteuer                                                | FR  | 5'549'085          | 2'869'258          | 51,71 %     | 2'742'687       | 1'316'230 | 1'426'457 | 47,99 %   | 52,01 %     | –      | nein     |

### Massentierhaltungsinitiative
Im September 2019 reichte die Tierschutzorganisation Sentience Politics mit Unterstützung der Franz-Weber-Stiftung, von Greenpeace und Vier Pfoten eine Volksinitiative ein. Sie forderte, die Würde von Nutztieren wie Rindern, Hühnern oder Schweinen in die Verfassung aufzunehmen sowie die Massentierhaltung zu verbieten. Ebenso hätten auf gesetzlichem Wege für sämtliche Landwirtschaftsbetriebe strengere Mindestanforderungen für tierfreundliche Unterbringung und Pflege, Zugang ins Freie, Schlachtung und maximale Gruppengrösse pro Stall festgelegt werden sollen, die mindestens den Anforderungen der Bio-Suisse-Richtlinien von 2018 entsprechen – und zwar auch für Importe. Der Bundesrat empfahl die Initiative zur Ablehnung, da die Massentierhaltung, wie sie vom Initiativkomitee definiert werde, schon durch das Tierschutzgesetz verboten sei. Andererseits seien die geforderten Kriterien zu detailliert, um sie auf Verfassungsstufe zu verankern. Die Anwendung auf Importe stünde zudem in Konflikt mit internationalen Handelsabkommen. Zu den Befürwortern gehörten SP, Grüne, GLP, die Kleinbauern-Vereinigung sowie verschiedene Natur- und Tierschutzorganisationen. Sie waren der Auffassung, dass die geltende Tierschutzgesetzgebung nicht ausreiche, um drastische Einschnitte in das Wohlbefinden und die Würde der Tiere zu verhindern. Zu den Gegnern zählten unter anderem SVP, FDP und Mitte, der Schweizer Bauernverband sowie die Detailhändler Migros und Coop. Ihnen zufolge besitze die Schweiz bereits eines der strengsten Tierschutzgesetze der Welt. Mit der generellen Verpflichtung zu Bio-Standards in der Tierhaltung gehe die Initiative zu weit, da sie viele Lebensmittel erheblich verteuern würde. Die höheren Standards für importierte Lebensmittel umzusetzen, wäre zudem äusserst schwierig und teuer. Über drei Fünftel der Abstimmenden lehnte die Initiative ab, einzig im Kanton Basel-Stadt gab es eine zustimmende Mehrheit.

### Erhöhung der Mehrwertsteuer zugunsten der AHV (AHV 21)
Ein Vierteljahrhundert lang waren alle Versuche gescheitert, die Alters- und Hinterlassenenversicherung (AHV) zu reformieren und ihre finanziellen Probleme auf längere Sicht zu beseitigen. Zudem waren die Einnahmen und Ausgaben seit 2014 unausgeglichen. Nach Ansicht des Bundesrats würde sich dieses Ungleichgewicht noch verstärken, sobald die geburtenstarken Jahrgänge das Rentenalter erreichen würden. Aus diesem Grund schlug er im August 2019 eine Verfassungsänderung vor, um den Mehrwertsteuersatz zwecks Sicherung der AHV-Finanzierung von 7,7 auf 8,1 % zu erhöhen. Der für Nahrungsmittel, Medikamente usw. geltende Steuersatz soll von 2,5 auf 2,6 %, jener für Beherbergungen von 3,7 auf 3,8 % erhöht werden. Bis 2032 sollten auf diese Weise zusätzliche Einnahmen von schätzungsweise 12,4 Milliarden Franken generiert werden. National- und Ständerat nahmen die Vorlage in der Sommersession 2021 mit geringfügigen Änderungen an. Da es sich um eine Verfassungsänderung handelte, unterstand sie dem obligatorischen Referendum. Ausserdem war sie mit der Vorlage AHV 21 (siehe unten) verknüpft, so dass sie nur in Kraft treten würde, wenn in der Volksabstimmung beiden Vorlagen gleichzeitig zugestimmt würde. Linke Parteien und Gewerkschaften empfahlen die Ablehnung, während Rechts- und Mitteparteien sowie die Wirtschaftsverbände sich für die Annahme aussprachen. Eine relativ knappe Mehrheit nahm die Vorlage an, abgelehnt wurde sie in fünf Kantonen der Romandie.

### Erhöhung des Frauenrentenalters (AHV 21)
In engem Zusammenhang mit der Mehrwertsteuererhöhung stand die Vorlage über die AHV-Reform, die der Bundesrat ebenfalls im August 2019 vorgestellt hatte. Dazu gehörte eine schrittweise Erhöhung des Frauenrentenalters von 64 auf 65 Jahre, wodurch Männer und Frauen gleichgestellt würden. Als Ausgleichsmassnahmen dazu waren tiefere Kürzungssätze für Frauen bei einem vorzeitigen Rentenbezug sowie eine Erhöhung der AHV-Renten für Frauen mit tiefen bis mittleren Einkommen vorgesehen. Die Beratungen im Parlament zogen sich über mehrere Monate hin und erforderten ein Differenzbereinigungsverfahren. Schliesslich stimmten beide Räte der Vorlage im Dezember 2021 zu. So sollte das Frauenrentenalter ab 2025 in vier Schritten um jeweils drei Monate angehoben werden, beginnend mit dem Jahrgang 1961. Ab 2028 würde für Frauen und Männer das Rentenalter einheitlich 65 Jahre betragen. Für jene Frauen, die kurz vor dem Renteneintritt stehen würden, waren Ausgleichsmassnahmen vorgesehen. Bei einem Vorbezug würde die AHV-Rente gekürzt, weil sie länger ausbezahlt würde. Ansonsten würde ein Rentenzuschlag ausbezahlt, der bei tieferen Einkommen grösser wäre als bei höheren. Gegen den Parlamentsbeschluss brachten linke Parteien, Frauenverbände und Gewerkschaften ein Referendum zustande. Sie argumentierten, mit der Vorlage AHV 21 werde einseitig auf Kosten der Frauen gespart, obwohl diese im Durchschnitt deutlich tiefere Renten bezögen. Zudem dürfe das Rentenalter der Frauen nicht erhöht werden, solange weiterhin eine deutliche Lohnungleichheit zwischen den Geschlechtern bestehe. Nach Ansicht der Befürworter (darunter Rechts- und Mitteparteien sowie Wirtschaftsverbände) sei die Angleichung des Rentenalters gerechtfertigt. Die Stabilisierung der AHV-Finanzen sei dringend, und je länger zugewartet werde, desto teurer werde es, die Finanzen der AHV wieder ins Gleichgewicht zu bringen. Eine äusserst knappe Mehrheit der Abstimmenden nahm die Vorlage an, der Unterschied betrug etwas mehr als 32'000 Stimmen. Abgelehnt wurde sie in allen Kantonen der lateinischen Schweiz (sechs Kantone der Romandie und das Tessin) sowie in den Kantonen Solothurn, Basel-Stadt und Schaffhausen.

### Teilabschaffung der Verrechnungssteuer
Im April 2021 präsentierte der Bundesrat eine Gesetzesvorlage zur Reform der Verrechnungssteuer. Ihr Ziel war es, den Markt für Fremdkapital zu stärken, indem die Verrechnungssteuer von 35 Prozent auf Zinserträgen bei der Ausgabe neuer Anleihen in der Schweiz abgeschafft werden sollte. Ebenfalls aufgehoben werden sollte sie auf Bankkonten für juristische Personen und ausländische Anleger. Schliesslich sollte auch die Umsatzabgabe auf inländische Anleihen und gewisse andere Wertpapiere wegfallen. Zwar rechnete der Bundesrat kurzfristig mit einem Verlust an Steuereinnahmen, doch die erwartete Stimulierung der Wirtschaft würde es ermöglichen, die Verluste innerhalb von fünf Jahren gutzumachen. National- und Ständerat nahmen die Vorlage im Dezember desselben Jahres an. Gegen diesen Beschluss ergriffen SP, Grüne und Gewerkschaften das Referendum, das im April 2022 zustande kam. Mitten in die Unterschriftensammlung fiel die deutliche Ablehnung der ähnlich gelagerten Abschaffung der Emissionsabgabe am 13. Februar. Erneut argumentierten die Gegner, die geplante Gesetzesänderung sei ein weiteres Steuergeschenk für Konzerne und Grossanleger. Sie führe zu Steuerausfällen von jährlich bis zu 800 Millionen Franken, die von der gesamten Bevölkerung getragen werden müssten. Bei einer Abschaffung entfiele auch der Anreiz, bei den Steuern nicht zu betrügen. Die Gegner hielten dem entgegen, dass der Schweizer Obligationenmarkt tendenziell rückläufig sei. Dies sei einerseits auf den grossen administrativen Aufwand zurückzuführen, anderseits auch darauf, dass eine Reihe von Ländern keine vergleichbare Steuer kenne oder die erhobene Steuer tiefer sei. Eine sehr knappe Mehrheit der Abstimmenden lehnte die Vorlage ab.